# Liste des phares du Brésil
Cette liste recense les principaux phares et feux balisant les côtes du Brésil, du Nord au Sud du pays ainsi que ceux des îles de l'Atlantique et de la Base antarctique Comandante Ferraz.
Les phares actifs au Brésil sont la propriété de la Marine brésilienne et gérés par le Centro de Sinalização Náutica e Reparos Almirante Moraes Rego (CAMR) au sein de la Didection de l'Hydrographie et de la Navigation (DHN).
Beaucoup de grands phares sont encore dotés de gardiens en résidence ou d'équipes de maintenance du personnel naval. Seul un petit nombre de phares brésiliens sont ouverts au public.

## 

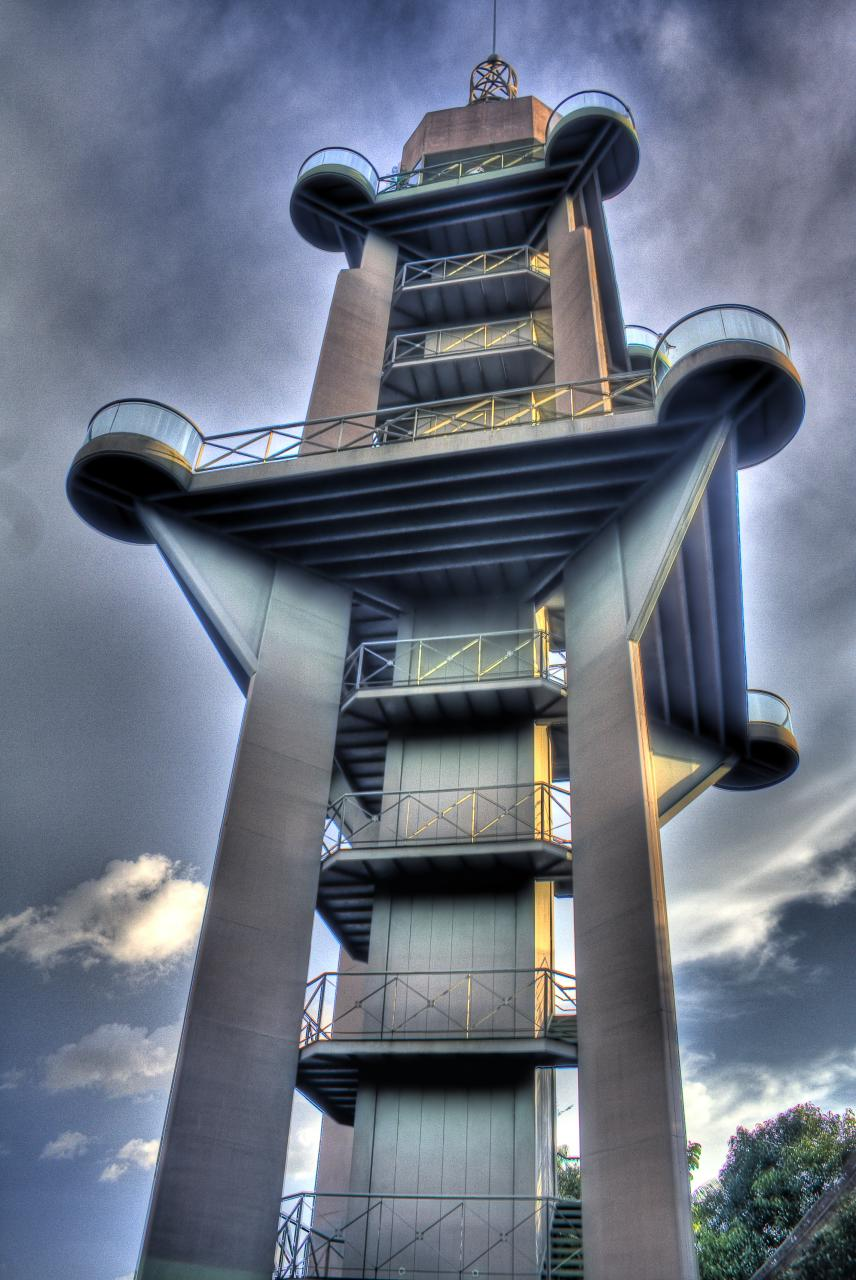
Phare de Belém

## Amapá
- Phare de Cabo Orange
- Phare du Calçoene
- Phare de Ponto do Guará
- Phare de Bailique
- Phare de Ponta do Pau Cavado

## Pará
- Phare de Soure
- Phare de Joanes
- Phare de Belém
- Phare de Salinópolis

## Amazonas
- Phare de Moronas
- Phare de l'Alfândega (Manaus)

De nombreuses balises et petits phares dans les divers bras du delta de l'Amazone.

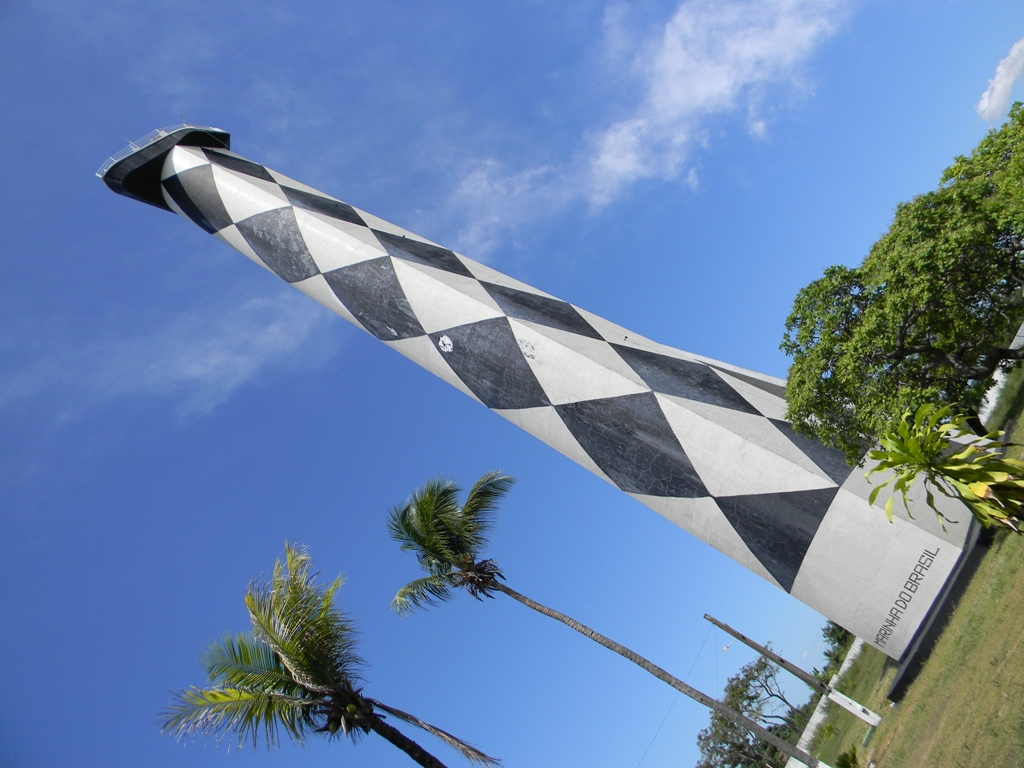
Araçagi

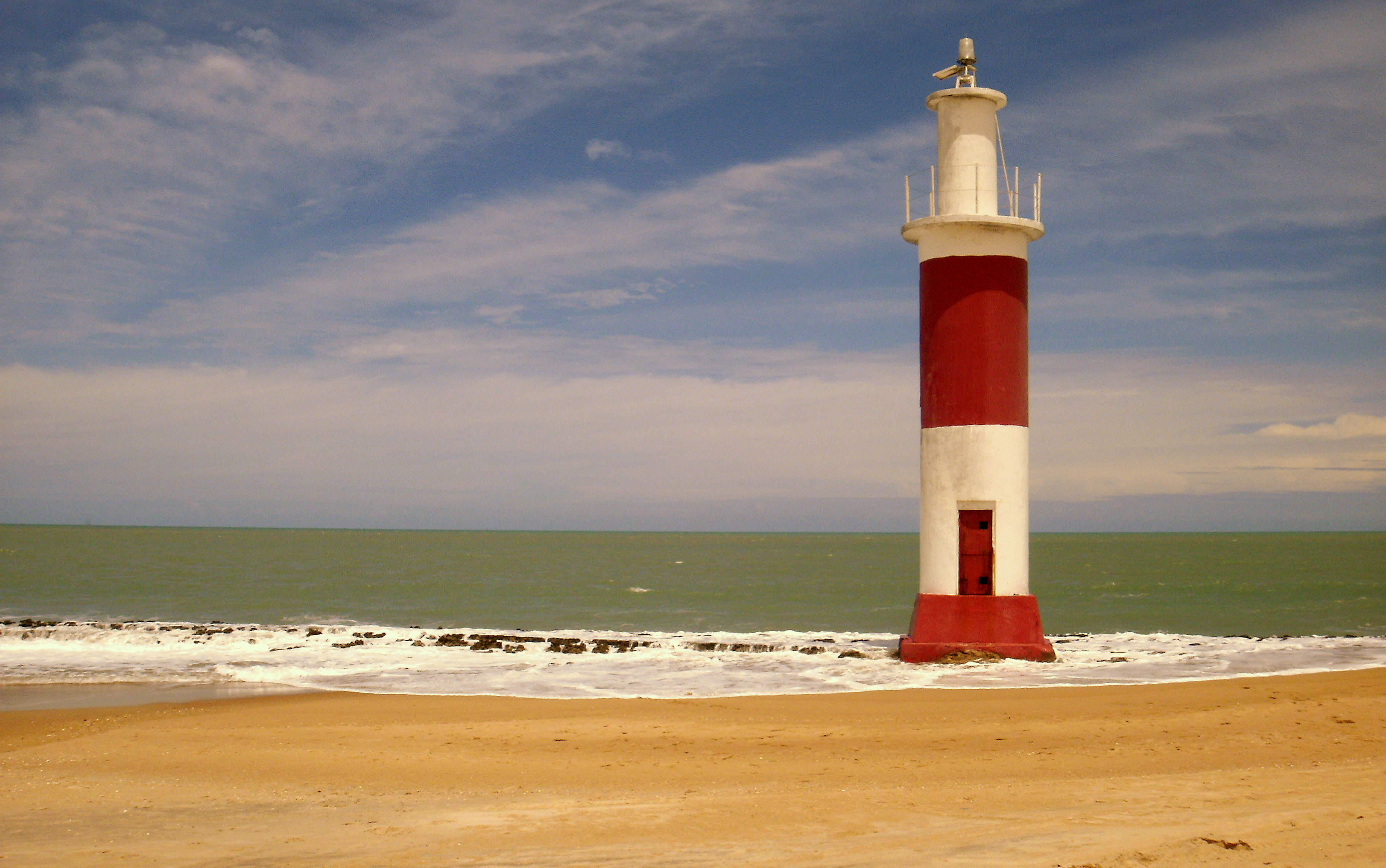
Phare de Galinhos

## Maranhão
- Phare de São João
- Phare d'Araçagi
- Phare de Santana
- Phare de Preguiças
- Phare de Ponta das Canárias

## Piauí
- Phare de Pedra do Sal
- Phare Luís Correira

## Ceará
- Phare de Camocim
- Phare de Jericoacoara[2]
- Phare d'Itapajé[3]
- Phare de Mundaú[4]
- Phare de Paracucu[5]
- Phare de Pecém[6]
- Phare de Mucuripe (1958)
- Phare de Mucuripe (2017)
- Phare de Morro Branco
- Phare d'Aracati[7]
- Phare de Portal dos Cajuais[8]

## Rio Grande do Norte
- Phare de Pontal
- Phare de Ponta do Mel
- Phare de Galinhos
- Phare Santo Alberto
- Phare de Calcanhar
- Phare de l'Atoll das Rocas
- Phare de Ponta Gameleira
- Phare du Cap São Roque
- Phare de Mãe Luíza
- Phare du cap Bacopari

## Paraíba
- Phare de Baía da Traição
- Phare de Pedra Seca

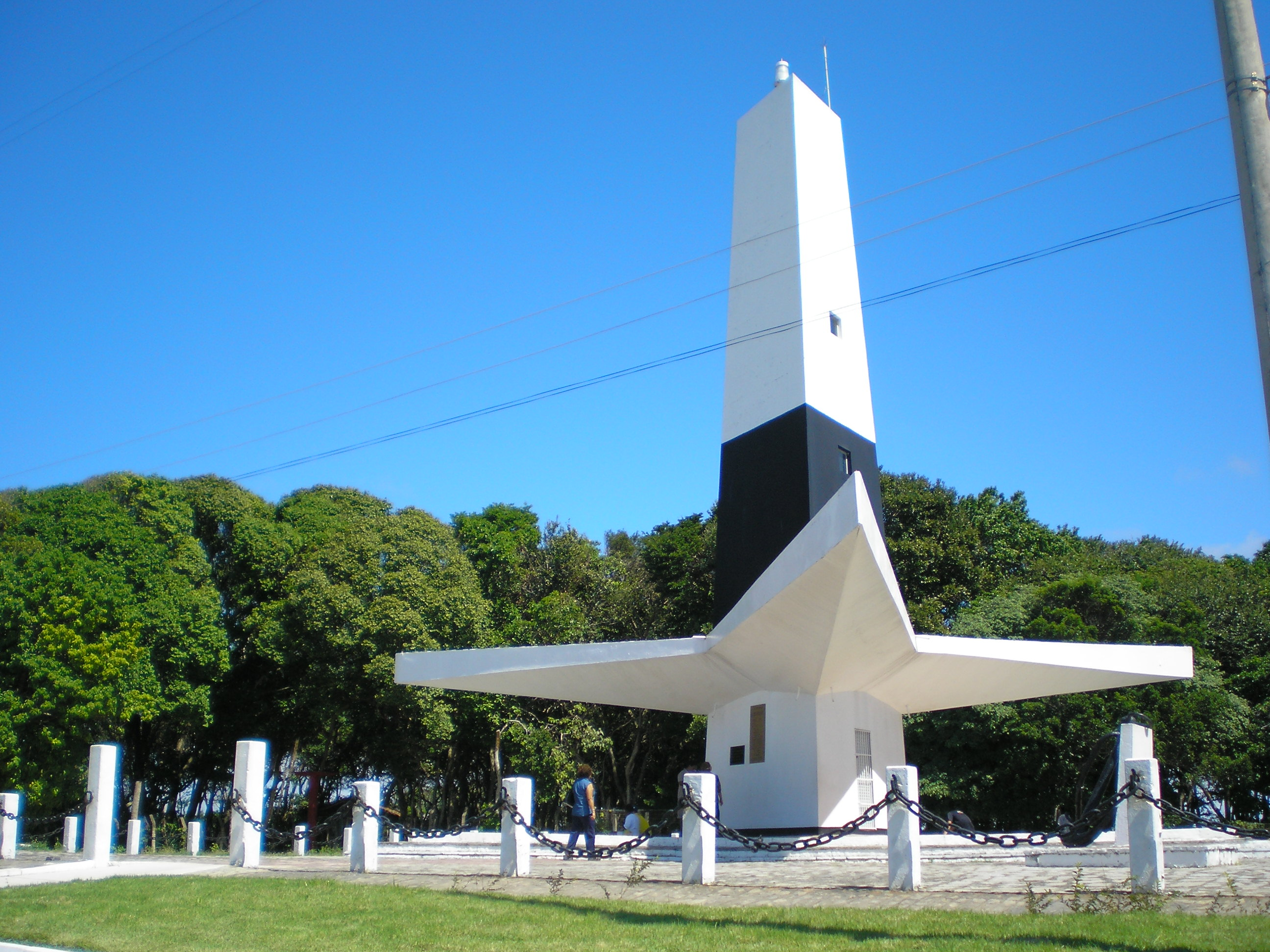
Cabo Branco

- Phare du cap Branco (Phare le plus à l'Est du Brésil continental, sur la Pointe du Seixas)

## Pernambouc
- Phare d'Olinda
- Phare de Recife
- Phare de Santo Agostinho
- Phare de Tamandaré
- Phare des Rochers Saint-Pierre et Saint-Paul

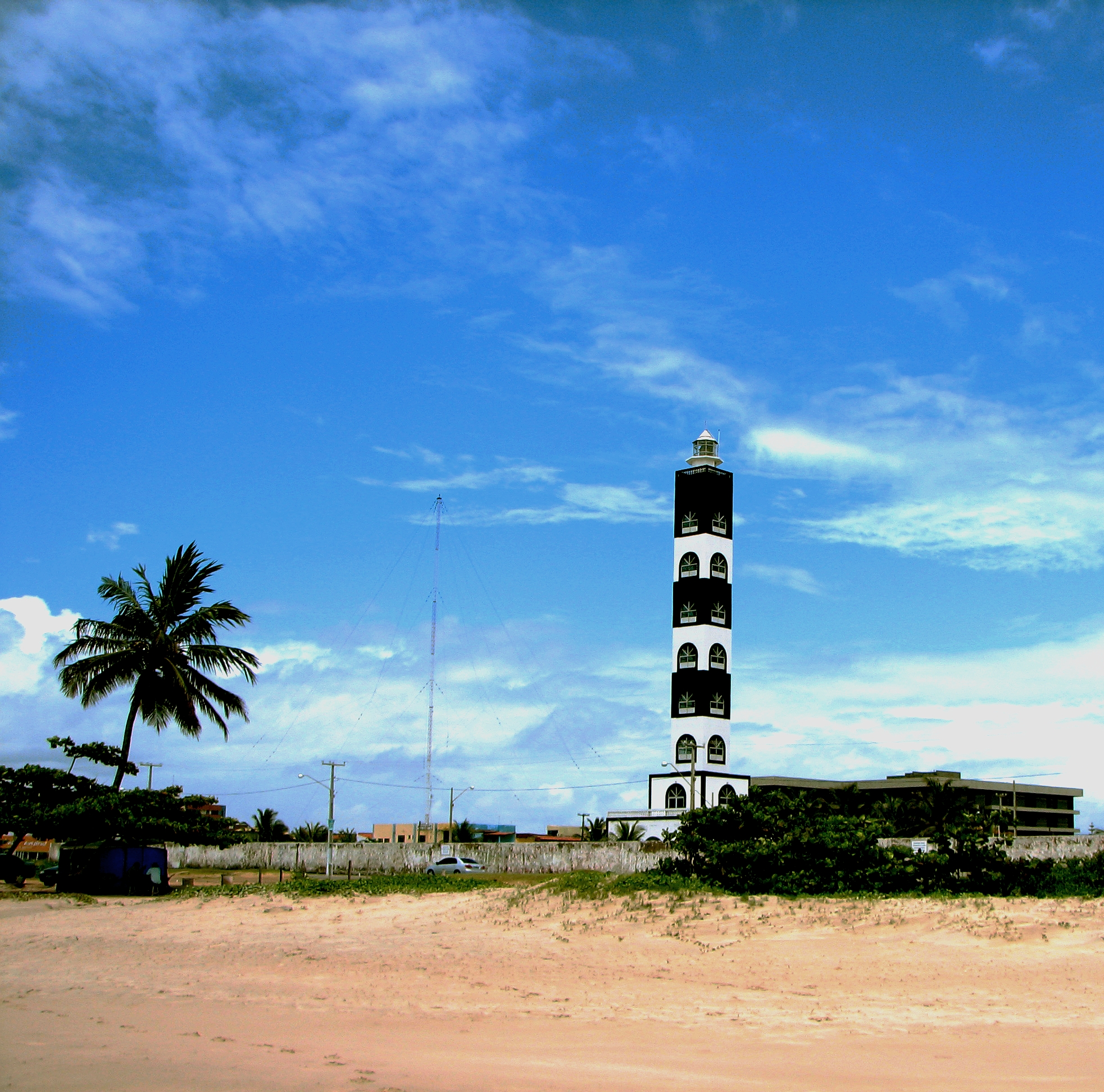
Phare de Sergipe

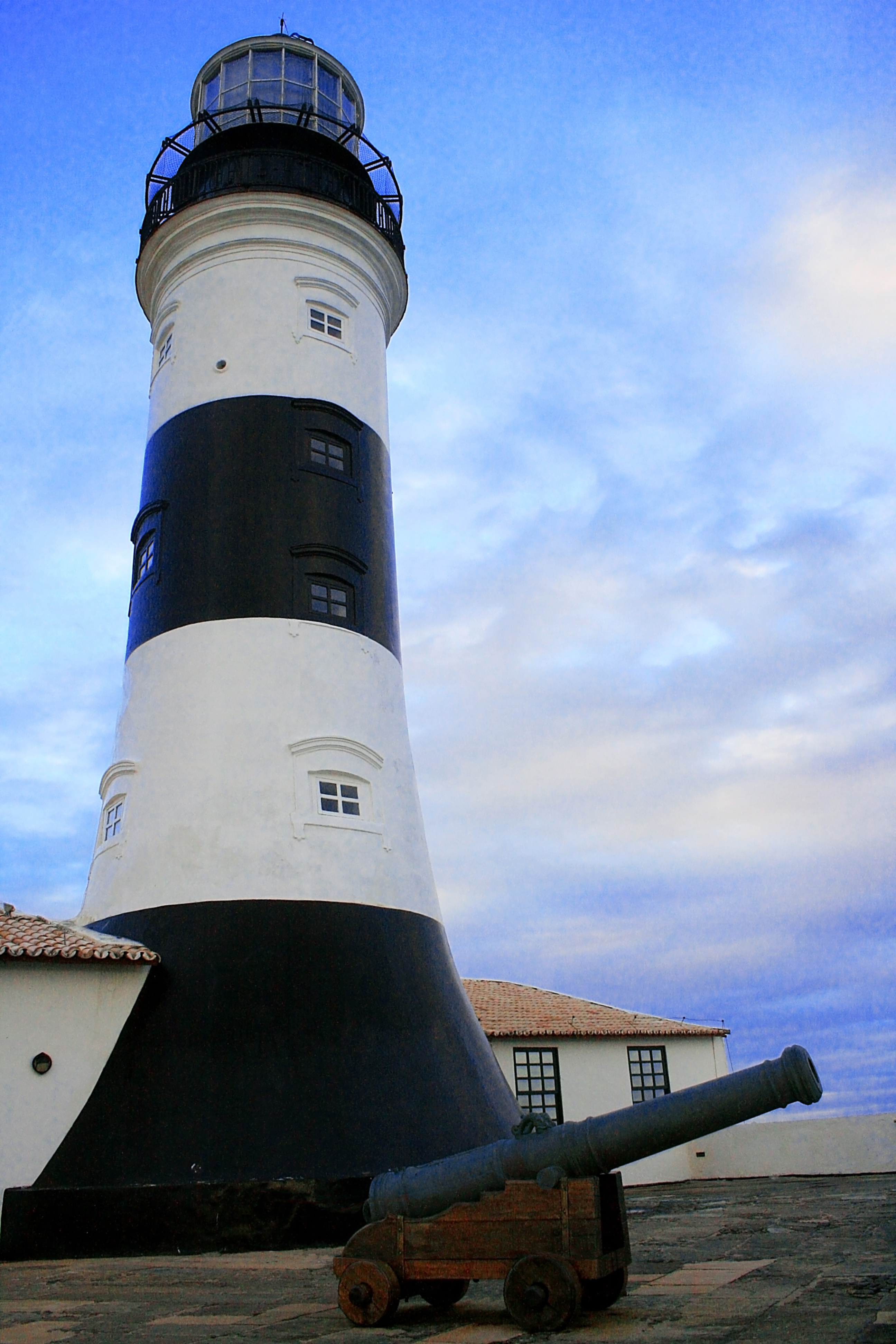
Phare de la Barra

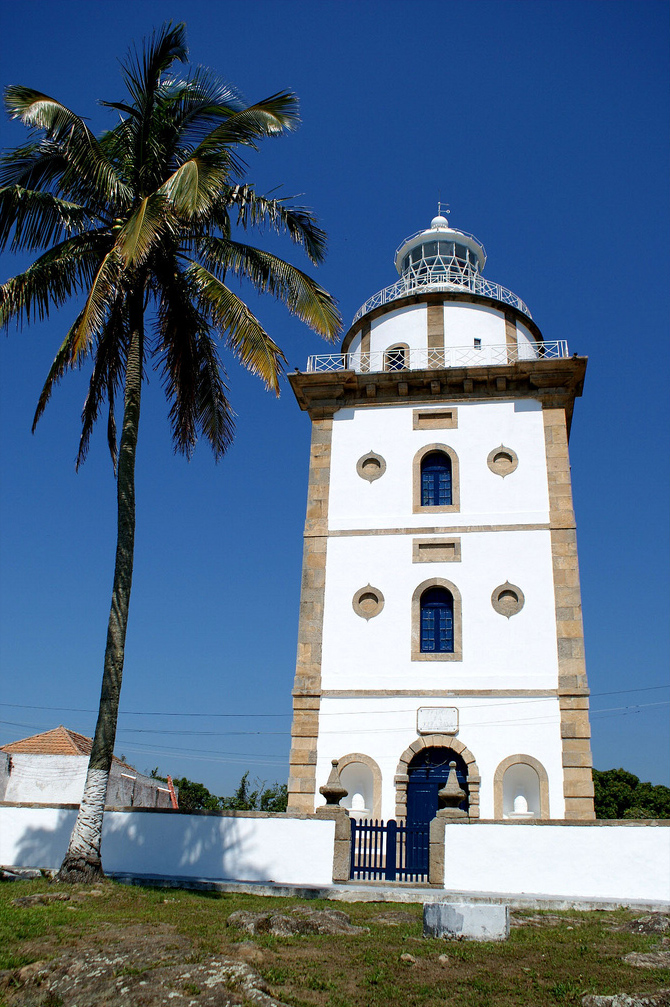
Phare de l'île Rasa

## Alagoas
- Phare de Porto de Pedras
- Phare de Ponta Verde
- Phare de Maceió
- Phare de Barra de São Miguel[9]
- Phare de Coruripe
- Phare de Peba[10]

## Sergipe
- Phare de Sergipe

## Bahia
- Phare de Garcia d'Avila
- Phare d'Itapuã
- Phare de la Barra
- Phare de Monte Serrat
- Phare de Morro de São Paulo
- Phare de Contas
- Phare d'Ilhéus
- Phare de Belmonte[11]
- Phare de Porto Seguro
- Phare d'Alcobaça
- Phare des Abrolhos

## Espírito Santo
- Phare de São Mateus
- Phare du Rio Doce
- Phare de Santa Luzia
- Phare de l'île Escalvada
- Phare de l'île Francês

## Rio de Janeiro
- Phare d'Atafona
- Phare de São Tomé
- Phare de Macaé
- Phare de Cabo Frio
- Phare de l'île Rasa
- Phare du Fort de Santa Cruz
- Phare de l'île de Paquetá
- Phare de Ponta de Castelhanos

## São Paulo
- Phare de Ponta das Canas
- Phare de Ponta do Boi
- Phare d'Ilha da Moela
- Phare de Ponta da Praia
- Phare de Boqueirão
- Phare de l'île de Bom Abrigo

## Paraná
- Phare de Ilha do Mel

## Santa Catarina

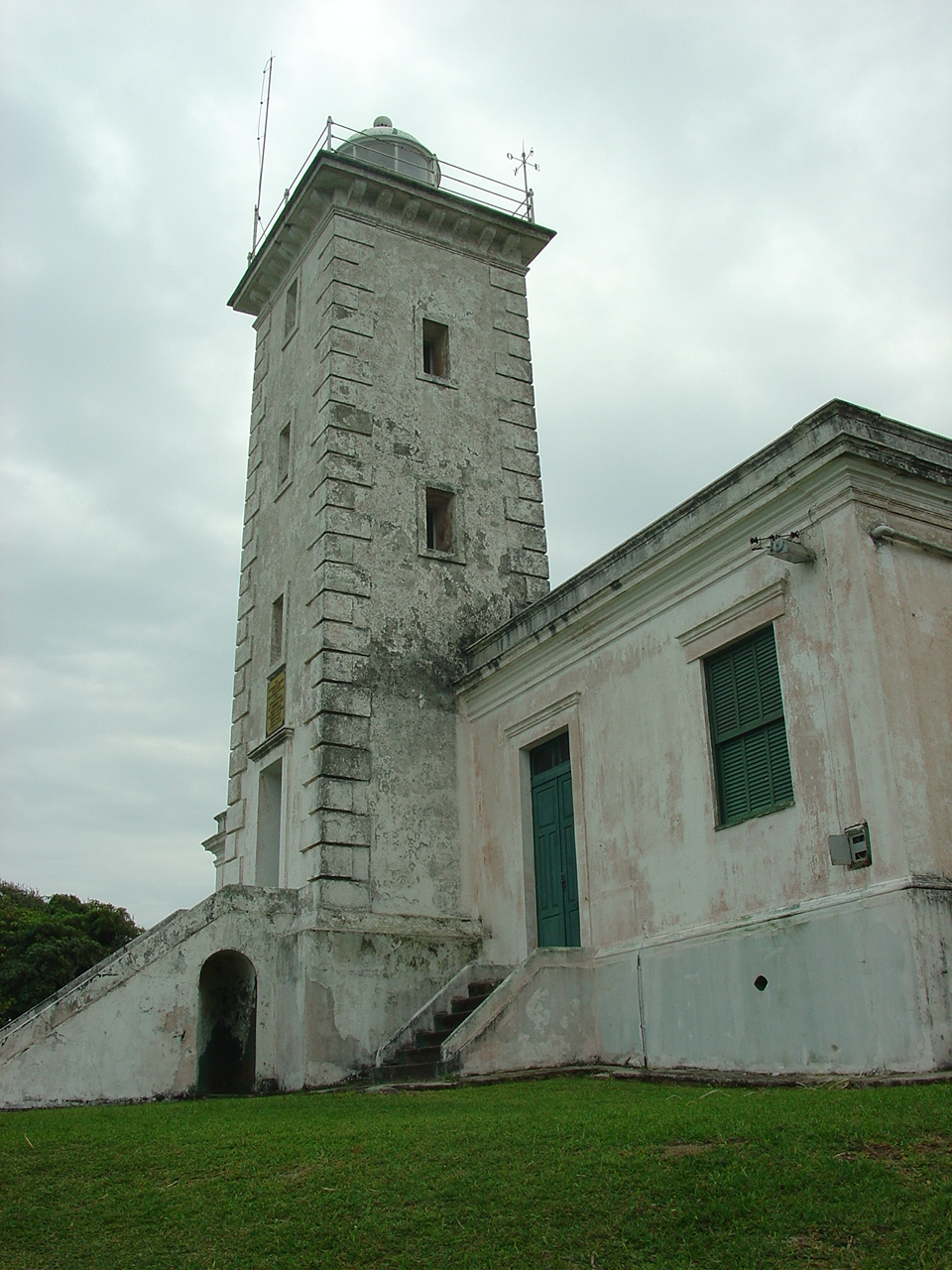
Phare de la Paz

- Phare de l'île de la Paz (ou Île des Graças)
- Phare d'Itajaí (nord)
- Phare d'Itajaí (sud)
- Phare de Ponta des Cabeçudas
- Phare de Ilha da Galé
- Phare d'Arvoredo
- Phare d'Anhatomirim
- Phare de Ponta de Galheta
- Phare de Ponta dos Naufragados
- Phare d'Imbituba
- Phare de Santa Marta (Brésil)
- Phare d'Araranguá
- Phare de Mampituba (nord)

## Rio Grande do Sul
- Phare de Mampituba (sud)
- Phare de Torres (Brésil)
- Phare de Capão da Canoa
- Phare de Quintão
- Phare de Solidão
- Phare de Mostardas
- Phare de Conceição
- Phare de São José do Norte
- Phare de Bujuru (Désactivé)
- Phare Capão da Marca (Inactif)
- Phare Cristóvão Pereira
- Phare d'Itapuã da Lagoa
- Phare de Ponta Alegre (Désactivé)
- Phare de Sarita[12]
- Phare d'Albardão[13]
- Phare de la Barra do Chuí

## Base antarctique Comandante Ferraz
- Phare Comandante Ferraz (Antarctique)